# Máy bay

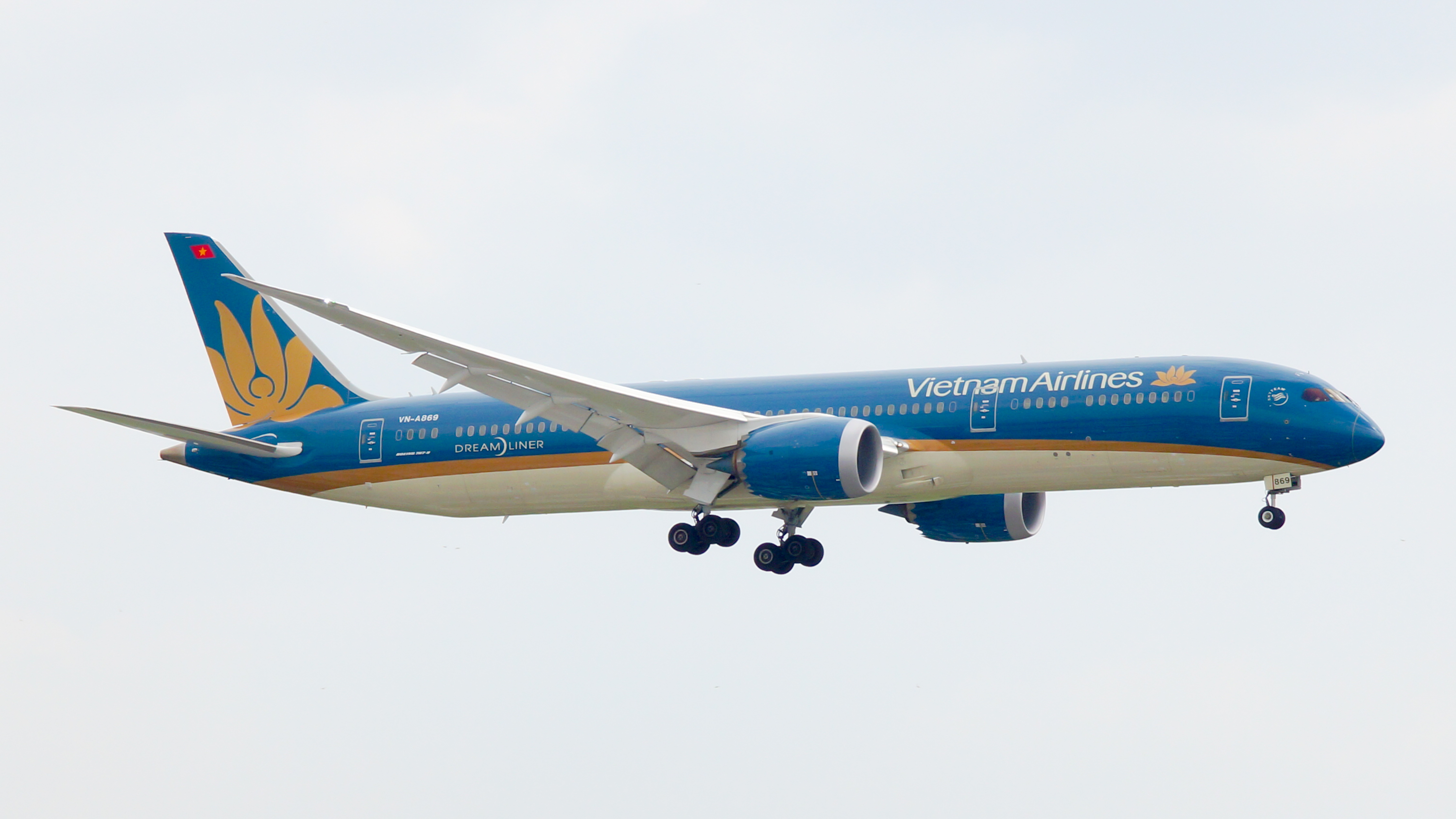
Máy bay Boeing 787-9 Dreamliner của Hãng hàng không Quốc gia Việt Nam.

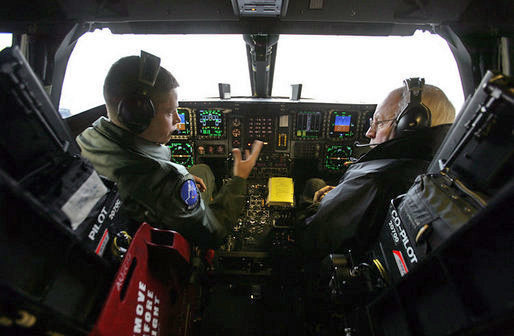
Buồng lái của máy bay ném bom chiến lược tàng hình B-2 của Mỹ.

Máy bay, còn gọi là tàu bay hay phi cơ, là phương tiện bay hiện đại, ngày nay đóng vai trò không thể thiếu trong kinh tế, được phát triển chủ yếu bởi Boeing và Airbus.

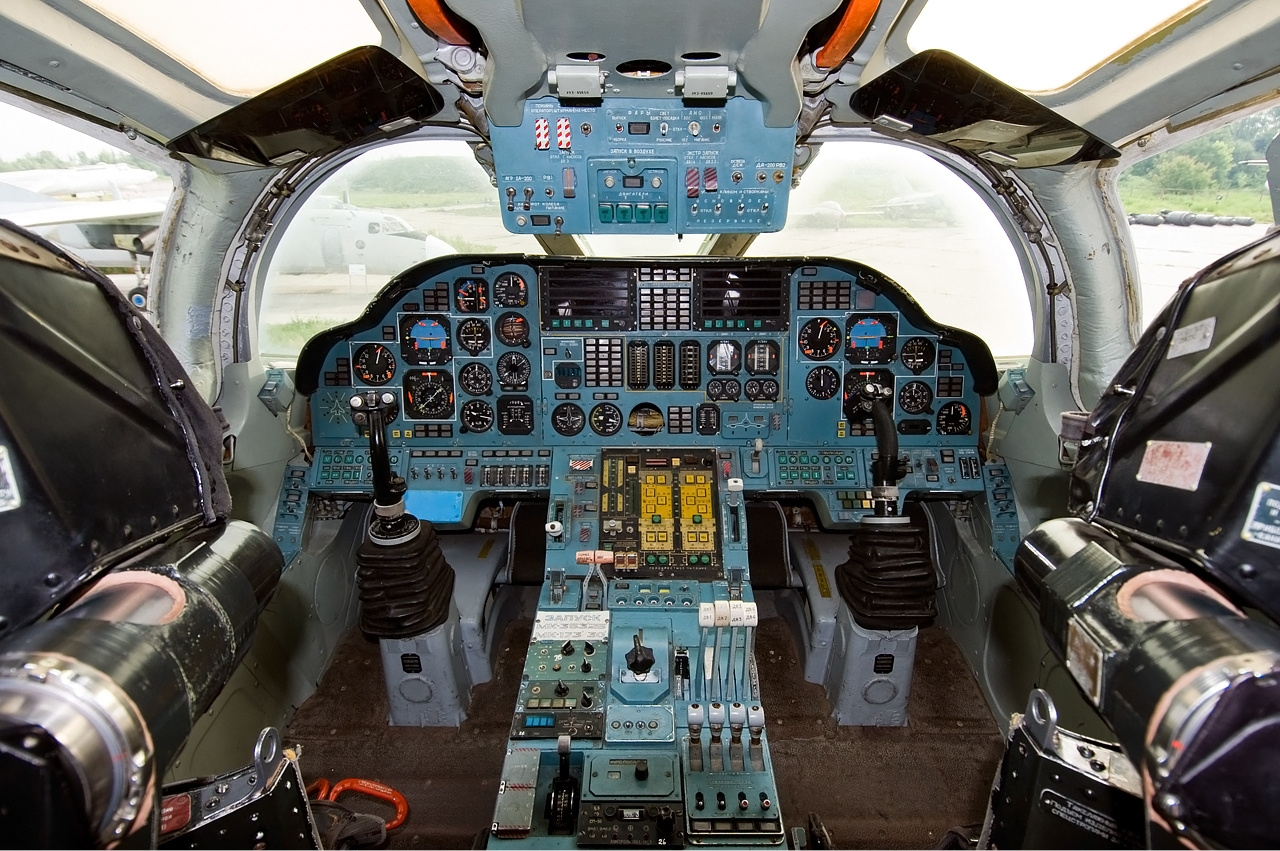
Buồng lái của máy bay ném bom chiến lược Tu-160 của Nga.

## Nguyên lý hoạt động và điều khiển

### Lực nâng khí động lực học

Mô hình lực nâng khí động học bằng tiếng Anh: Thrust: lực đẩy (tạo bởi động cơ); Drag: lực cản của không khí; Weight: trọng lực; Lift: lực nâng khí động lực học (Joukowski).

Máy bay bay thắng được trọng lực và bay lên được là nhờ lực nâng khí động lực học hay còn gọi là lực nâng Joukowski. Là kết quả của sự chênh lệch áp suất không khí tại mặt trên và mặt dưới của vật thể (cánh máy bay) khi dòng không khí chuyển động chảy bao quanh vật thể. Để có lực nâng khí động lực học thì thiết diện vật thể (cánh) phải không đối xứng qua trục chính và đường biên của mặt trên phải lớn hơn của mặt dưới, những vật thể có hình dạng thiết diện như vậy được gọi là có hình dạng khí động lực học. Khi không khí chảy bao quanh hình dạng thiết diện của vât thể (cánh máy bay) thì khí động sẽ có lực nâng khí động lực và đồng thời xuất hiện lực cản. Nếu khí động lực nào cho hiệu ứng lực nâng càng cao mà lực cản càng ít thì được coi là có hiệu suất khí động học càng tốt. Đối với chất lỏng hiệu ứng cũng tương tự (thủy động học).

Mô hình không khí trôi qua cánh máy bay.

Khi không khí chảy qua hình khí động là cánh, tại mặt dưới sẽ có áp suất cao hơn so với mặt trên và hệ quả là sẽ xuất hiện một lực tác động từ dưới lên vuông góc với cánh. Lực nâng có độ lớn bằng diện tích cánh nhân với chênh lệch áp suất hai mặt. Độ chênh lệch áp suất phụ thuộc vào hình dạng thiết diện cánh tức là phụ thuộc vào hiệu suất khí động học của cánh, góc tấn (góc chảy của không khí tương đối với vật khí động – tiếng Pháp: (Incidence aérodynamique) và vận tốc dòng chảy. Như vậy khi vận tốc dòng chảy đạt đến độ lớn nào đó thì chênh lệch áp suất (đồng nghĩa với lực nâng) sẽ đủ để thắng trọng lực và vật thể có thể bay lên được. Muốn có lực nâng đủ thì vận tốc và diện tích cánh phải đủ: cánh càng rộng thì máy bay có thể cất cánh với vận tốc nhỏ hơn, ngược lại cánh càng nhỏ thì đòi hỏi vận tốc càng lớn để cất cánh.
Trong máy bay có cánh cố định, vật thể khí động học để tạo lực nâng là đôi cánh của máy bay được gắn cố định vào thân. Vận tốc ngang của máy bay (cũng đồng nghĩa với vận tốc dòng chảy bao máy bay nếu xét trong hệ quy chiếu gắn với máy bay) có được nhờ lực tác động ngang sinh ra nhờ động cơ (có thể thông qua cánh quạt hoặc dòng khí phản lực). Động cơ quay cánh quạt (hoặc phụt dòng khí phản lực) sẽ tạo phản lực đẩy máy bay chuyển động tương đối với không khí về phía trước, khi chuyển động tương đối như vậy cánh máy bay sẽ bị dòng khí chảy bao bọc xung quanh và tạo hiệu ứng lực nâng khí động lực học tác động từ dưới lên, khi vận tốc máy bay đạt đến giá trị nào đó lực nâng sẽ đủ lớn để thắng trọng lực và máy bay sẽ bay được.
Còn đối với máy bay trực thăng cánh nâng là cánh quạt nâng nằm ngang ở trên phần thân (hoặc trên hai cánh), nó đồng thời còn để tạo lực đẩy ngang làm trực thăng chuyển động ngang.
Như vậy đối với máy bay có cánh cố định thì lực nâng chỉ có khi có đủ vận tốc, mất vận tốc sẽ mất lực nâng (thất tốc) nên máy bay không thể đứng một chỗ khi bay. Trực thăng cũng theo nguyên tắc lực nâng khí động lực học nhưng các cánh nâng là cánh quạt ngang quay xung quanh trục nên vẫn đảm bảo chuyển động tương đối với không khí và có lực nâng khi trực thăng vẫn đứng yên nên trực thăng có thể bay đứng một chỗ.
Các cơ cấu điều khiển bay của máy bay để thực hiện các chuyển động bay: cất cánh, hạ cánh; vòng trái, phải; nghiêng cánh; nâng, hạ độ cao khi bay bằng; hướng mũi bay lên trên, xuống dưới.
Để thực hiện điều khiển bay có các cơ cấu cánh là: cánh nâng chính (wing), cánh liệng (aileron), cánh đuôi ngang (tail wing), bánh lái độ cao (elevator), đuôi đứng (vertical fin), cánh đuôi đứng (rudder), cánh tà trước (leading-edge flap), cánh tà sau (flap), phanh khí động (spoiler), các cánh tà lưng (leading edge slats). Nguyên tắc điều khiển bay sử dụng cơ học cổ điển để cân đối lực nâng khí động lực học và mô men cơ học. Các cánh đuôi (cánh ngang, cánh đứng) chỉ cần có kích thước nhỏ vẫn đủ mô men vì cánh tay đòn mô men là khoảng cách khá lớn từ đuôi đến trọng tâm máy bay.
Đuôi ngang để tạo lực nâng ở phần đuôi máy bay, lực này sẽ cùng lực nâng ở cánh chính cân bằng mô men với trọng lực tại trọng tâm máy bay cho phép máy bay không bị lộn vòng (nếu không có cánh đuôi ngang thì lực nâng tại đôi cánh và trọng lực tại trọng tâm máy bay sẽ tạo thành mô men làm máy bay bị lộn vòng).
Các "cánh tà sau" và "cánh liệng" là bộ phận cử động được ở phía sau của các cánh ngang. Các cánh tà nằm ở phía sau cánh nâng chính, phía gần thân máy bay có thể thu vào trong cánh chính hoặc đẩy dài ra, ngoài ra còn có thể chúc xuống phía dưới. Chuyển động chúc xuống hoặc kéo dài ra của cánh tà nhằm tăng lực nâng (đồng thời làm tăng lực cản) khi máy bay cất hạ cánh. Chuyển động của cánh tà 2 bên có thể giống nhau hoặc khác nhau tùy loại máy bay và điều kiện bay.
Cánh liệng (aileron) cũng nằm mép sau cánh nhưng ở phía xa thân (đầu mút cánh) chỉ có thể cụp xuống hoặc vểnh lên. Cánh liệng 2 bên khi chuyển động thì sẽ chuyển động ngược chiều nhau nhằm tạo ra một mô men xoay làm máy bay xoay quanh trục dọc (rolling) vì khi đó lực nâng 2 bên cánh khác nhau.
Cánh lái độ cao nằm ở phía mép sau đuôi ngang. Có thể vểnh lên hoặc cụp xuống để thay đổi lực nâng cánh đuôi, tạo moment xoay quanh trục cánh (mô men chúc ngóc - pitching). Hai bánh lái độ cao luôn được điều khiển chuyển động cùng chiều, cùng góc lệch.
Đuôi đứng có chức năng định hướng, giữ cho thân máy bay ổn định theo chuyển động thẳng về phía trước. Trên cánh đuôi đứng có bộ phận cử động được là cánh bánh lái đuôi sẽ đóng vai trò bánh lái thông thường: Khi cánh bánh lái đứng đối xứng sẽ không có lực tác dụng theo chiều ngang nhưng khi nó quay sang phải hoặc trái sẽ sinh lực tác dụng ngang vào bánh lái đuôi sang trái hoặc sang phải tương ứng. Lực này tạo mô men (với tay đòn là khoảng cách từ bánh lái đến trọng tâm báy bay) làm máy bay hướng mũi sang phải hoặc trái tương ứng (yawing).
Các cánh lưng (spoiler) nằm trên lưng cánh chính về phía sau, chỉ có thể ngóc lên, hướng về phía sau. Khi spoiler bên nào ngóc lên, lực nâng cánh đó giảm xuống, máy bay nghiêng về phía đó. Spoiler có tác dụng hỗ trợ cánh liệng (aileron) trong quá trình nghiêng máy bay. Thông thường chỉ spoiler một phía hoạt động, phía kia nằm im.
Slats là các tấm cánh nhỏ nằm ở trên lưng cánh nhưng ở phía trước, khi hoạt động thì vểnh lên, hướng về phía trước có tác dụng như phanh khí động, làm tăng lực cản của máy bay khi máy bay hạ cánh. Thông thường slat của cả hai phía cùng vểnh lên một lúc
Số lượng các aileron, flap, spoiler, flap có thể khác nhau ở các loại máy bay. Nhiều loại máy bay không có flap
- Cất cánh, hạ cánh: khi cất cánh, hạ cánh vận tốc máy bay thấp mà cần duy trì lực nâng nên cánh cần có diện tích lớn nhất và có hiệu suất khí động cho lực nâng tốt nhất việc này được thực hiện bằng cách kéo dài tối đa cánh tà và chúc cánh tà xuống hết cỡ về phía dưới. Khi tiếp đất có thể bật các flap vểnh lên để tăng lực cản.
- Nghiêng cánh: Để nghiêng cánh thì cần tạo chênh lệch lực nâng tại hai cánh chính ví dụ cánh liệng phải thì chúc xuống, cánh liệng trái thì quay lên, khi đó lực nâng tại cánh phải lớn hơn lực nâng tại cánh trái làm máy bay nghiêng cánh sang trái. Để hỗ trợ thêm, người ta bật spoiler bên trái vểnh lên để giảm thêm lực nâng bên trái
- Đổi hướng bay ngang sang phải, trái: Để đổi hướng thì dùng bánh lái đuôi (rudder) cho quay về phía nào thì đầu máy bay rẽ về hướng bên đó. Để đổi hướng gấp (góc ngoặt lớn) thì còn có thể kết hợp bánh lái với nghiêng cánh muốn rẽ về phía nào thì nghiêng cánh về phía đó.

Các cơ cấu cánh điều khiển bay: hình ở đây miêu tác động tác chúc đầu lên xuống để bay lên, bay xuống.

- Bay lên, bay xuống: Để máy bay chúc đầu lên – xuống (bay lên, bay xuống) thì hiệu chỉnh bánh lái độ cao (elevator) bằng cách chĩa lên hoặc chúc xuống: Nếu cánh lái độ cao chĩa lên thì lực nâng tại đuôi giảm mà lực nâng tại cánh chính giữ nguyên sẽ tạo nên mô men làm đầu máy bay hướng lên phía trên, nếu cánh lái độ cao chúc xuống thì ngược lại máy bay sẽ chúi đầu xuống. Có thể kết hợp cùng cánh tà sao cho có sự thay đổi tương quan lực nâng tại cánh chính và cánh đuôi và sẽ tạo nên mô men làm đầu máy bay lên hay xuống (xem hình minh họa). Bằng cách sử dụng cần lái các phi công có thể điều khiển máy bay để bay lên và xuống. Trên các may bay dân dụng như Boeing 737 , Boeing 747, Boeing 757, Boeing 767, Boeing 777, Boeing 787 Dreamliner, Airbus A320, Airbus A300, Airbus A310, ... ở cần điều chỉnh công suất động cơ luôn có 2 cái bánh răng bên cạnh gọi là Pitch Trim . Hệ thống này các phi công thường giao nó cho hệ thống tự động. (xem video minh hoa)  (đoạn 4:28)
- Thay đổi độ cao khi bay bằng: bằng cách hiệu chỉnh cánh tà và cánh lái độ cao để tăng hoặc giảm lực nâng. Khi tăng lực nâng máy bay sẽ tăng độ cao lên một mức cân bằng mới, nếu giảm lực nâng máy bay sẽ hạ độ cao xuống mức cân bằng mới thấp hơn.

#### Đối với trực thăng
Máy bay có cánh cố định khi bay bản thân đã là một hệ cân bằng bền: bất cứ tác nhân nào đưa nó ra khỏi trạng thái cân bằng thì đều làm phát sinh các lực và mô men khác đưa máy bay vào trạng thái cân bằng mới. Ngược lại trực thăng là một hệ cân bằng không bền, điều khiển nó là rất phức tạp và tất cả sự điều khiển đều thông qua cánh quạt nâng.
Để tạo lực đẩy ngang cho chuyển động ngang, mặt phẳng cánh quạt nâng sẽ nghiêng đi một góc so với mặt phẳng ngang. Lực nâng khí động học vuông góc với mặt phẳng cánh quạt nâng khi đó sẽ phân tích thành hai vector lực: một theo phương thẳng đứng để tạo lực nâng thắng trọng lực, một theo phương ngang để trực thăng chuyển động ngang. Cánh quạt nâng nghiêng thấp về bên nào trực thăng bay về bên đó.
Cơ cấu nghiêng cánh quạt nâng được thực hiện thông qua hệ thống thay đổi góc tấn của từng cánh theo chu kỳ tùy theo vị trí của cánh so với thân máy bay trực thăng, điều này tạo sự chênh lệch lực nâng tại các phía khác nhau của đĩa cánh quạt nâng và làm phát sinh mô men làm nghiêng đĩa cánh quạt nâng và thân máy bay. Đây là một cơ cấu rất phức tạp (xem cơ chế điều khiển máy bay trực thăng)

## Lịch sử phát triển

### Trước thế kỷ 19
Ước mơ được như chim bay lên bầu trời đã ấp ủ trong lòng nhân loại ở mọi dân tộc, tôn giáo kể từ khi con người biết ước mơ mà điển hình được văn học hình tượng hoá rõ nhất là câu chuyện của cha con Daedalus và Icarus với đôi cánh bằng lông chim gắn sáp trong thần thoại Hy Lạp, hoặc như hình tượng Tề thiên đại thánh của Trung Hoa cưỡi "cân đẩu vân" đi vạn dặm trong chớp mắt... Nhưng trong hàng nghìn năm đối với con người ước mơ đó chỉ dừng lại ở ước mơ xa: có một vài người có các thí nghiệm bay nhưng rất tiếc đều thất bại và không gây được tiếng vang nào, và con người đã an phận là không thể bay được như chim... Mãi cho đến thời kỳ Phục hưng: trong các ghi chép của Leonardo da Vinci ở thế kỷ 15, thế kỉ 16 người ta tìm thấy các bản vẽ về thiết bị bay có nguyên tắc giống như máy bay trực thăng ngày nay với cơ cấu quay cánh quạt bằng dây chun xoắn lại và có cả bản vẽ người nhảy dù. Từ thời gian đó một số người táo bạo không chỉ ước mơ mà đã tin tưởng là có thể bay được: một loạt các nhà tiên phong hàng không đã có các thực nghiệm để bay vào không trung. Nhưng tất cả họ cho đến thế kỷ 19 đều thực hiện việc bay bằng cơ chế "vỗ cánh" mô phỏng động tác bay của chim và tất cả đều thực hiện việc bay bằng "sức mạnh cơ bắp" (dùng tay vẫy cánh hoặc dùng chân đạp cơ cấu truyền lực như khi đạp xe đạp), khi đó con người chưa có động cơ để thực hiện bay... Chỉ với sức mạnh cơ bắp con người lại gần như tin rằng không thể bay được.
Các bản vẽ của Leonardo da Vinci

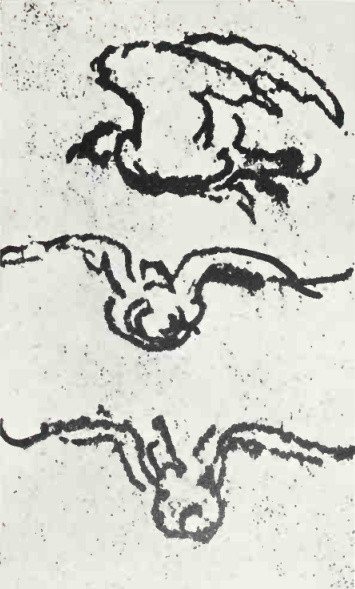
Cơ cấu bay của chim
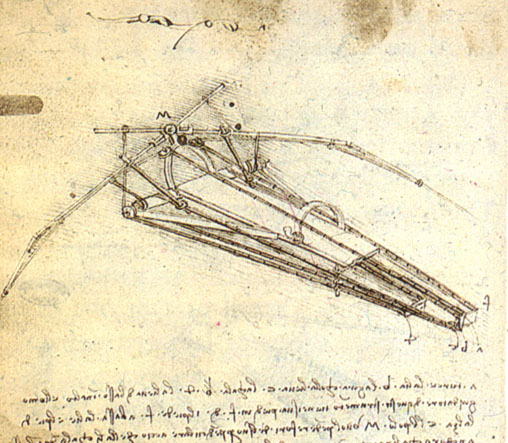
Thiết kế máy bay
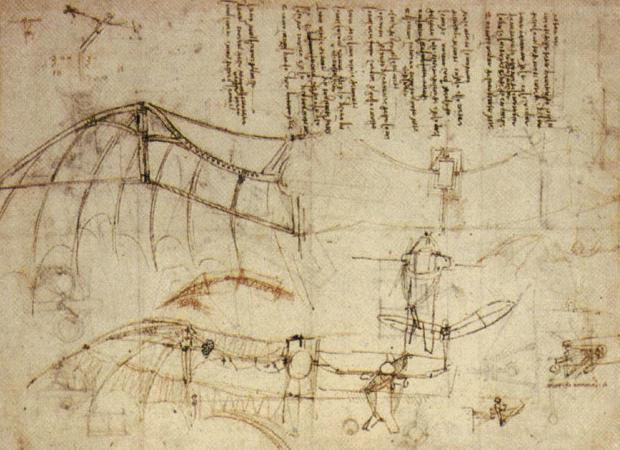
Thiết kế năm 1488
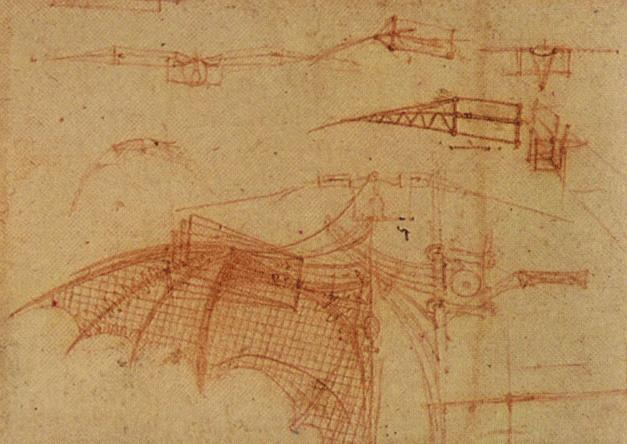
Thiết kế năm 1505
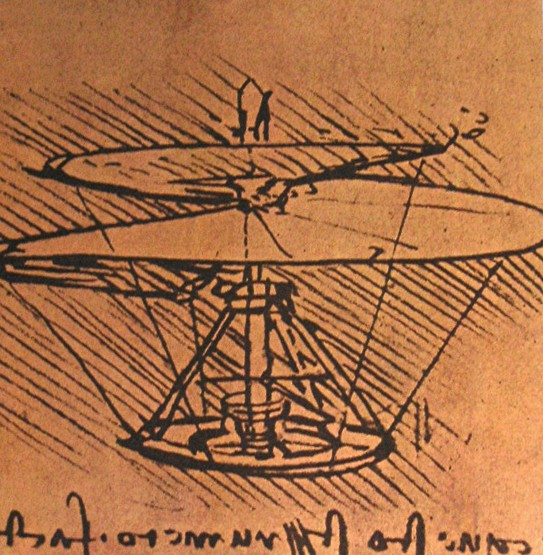
Thiết kế máy bay trực thăng

### Thế kỷ 19
Vào thế kỷ 19 với cách mạng khoa học kỹ thuật bùng nổ ở châu Âu và Mỹ con người đã có các nền tảng để bay vào không khí: đó là lý thuyết về thủy khí động lực học với các nhà khoa học đi đầu như Daniel Bernoulli, George Cayley, và ở Nga có Nikolai Yegorovich Joukowski (Николай Егорович Жуковский)...trong đó liên quan trực tiếp để bay được là các lý thuyết và tính toán về lực nâng khí động lực học hay còn gọi là lực nâng Joukowski đã được Joukowski trình bày rất rõ ràng khi sáng lập ngành khoa học thủy khí động lực học. Sự ra đời của các thế hệ động cơ có công suất lớn gấp nhiều lần sức người mở ra triển vọng thắng trọng lực để bay thực sự vào không khí.

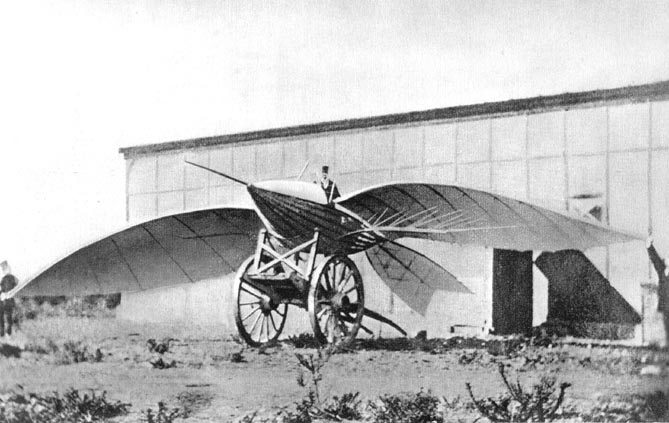
Jean-Marie Le Bris trên lưng máy bay L'Albatros artificial của mình (Pháp 1868): Phía dưới là xe ngựa kéo để xuất phát.

Từ đầu đến cuối thế kỷ 19 một loạt các nhà tiên phong hàng không đã tiến hành các thí nghiệm bay thành công với lực nâng khí động học bằng tàu lượn như Otto Liliental người Đức đã bay được bằng thiết bị với các cơ cấu bay và lái giống như diều Delta (Deltaplane) mà ngày nay là một ngành thể thao rất phát triển; Huân tước George Cayley người Anh đã dùng thiết bị có động cơ bay được nhưng vẫn không thể tự cất cánh mà vẫn phải dùng ngựa kéo. Một người Pháp là Jean-Marie Le Bris với máy bay L'Albatros artificial có động cơ với trợ lực sức ngựa kéo đã cất cánh và bay lên được độ cao 100 m và xa 200 m... Tất cả các nguyên nhân chính ngăn cản phát triển của hàng không trong thời kỳ này là chưa có một động cơ tốt vừa nhỏ nhẹ vừa phát huy được công suất lớn vì thời kỳ đó con người vẫn chỉ dùng động cơ hơi nước rất nặng nề, có chỉ số công suất riêng (mã lực/kg) thấp và chưa có nghiên cứu chuyên ngành về khí động lực học nên các nhà tiên phong của Hàng không chỉ làm theo kinh nghiệm mò mẫm, hiệu suất lực nâng không cao đòi hỏi diện tích cánh phải rất lớn, nặng nề và chưa có hình dạng thích hợp để bảo đảm vừa có lực nâng tốt vừa có độ vững chắc của kết cấu cánh.

### Thế kỷ 20

#### Trước thế chiến thứ nhất
Đầu thế kỷ 20 với sự xuất hiện của ô tô với động cơ đốt trong chạy xăng mạnh, lại gọn nhẹ thì việc bay được đã trở thành hiện thực trước mắt.
Năm 1903 đánh dấu cho lịch sử Hàng không bằng chuyến bay của anh em nhà Wright người Mỹ, máy bay của họ có động cơ khả dĩ duy trì bay trong một khoảng cách vài trăm mét, tuy rằng chưa thể tự cất cánh mà vẫn phải bằng thiết bị phóng bằng vật nặng cho thả rơi và khi cất cánh, hạ cánh phải lựa theo chiều gió, nhưng thành công của họ cho thấy máy bay là hoàn toàn hiện thực và đã gây tiếng vang lớn trong dư luận, tạo động lực cho việc nghiên cứu phát triển ngành Hàng không.
|  |  |

Ngày 13 tháng 9 năm 1906 Alberto Santos-Dumont tại Paris đã thực hiện chuyến bay trình diễn của máy bay 14 Bis, máy bay này đã tự cất cánh, tự bay và tự hạ cánh không cần thiết bị phóng, chiều gió hoặc các phương tiện phụ trợ từ bên ngoài, nhiều người coi đây thật sự là chuyến bay đầu tiên của máy bay theo đúng nghĩa. Sau đó các cá nhân tiên phong đua nhau sản xuất máy bay, tăng kích thước, tăng công suất, hoàn thiện kết cấu: thời kỳ này máy bay chưa có thân vỏ mà chỉ có khung xương bằng gỗ, cánh là khung gỗ căng vải, cánh quạt đẩy đặt sau cánh và người lái, thổi gió về phía sau.
Ngày 13 tháng 11 năm 1907 nhà sáng chế người Pháp Paul Cornu tự chế máy bay trực thăng bay lên được độ cao nửa mét và giữ được trong không khí 20 giây.
Trong khi máy bay thông thường từ đây phát triển rất nhanh mạnh thì máy bay trực thăng tiến bộ chậm chạp hơn rất nhiều vì sự phức tạp kỹ thuật của nó. Chỉ đến sau thế chiến II các khó khăn này mới được giải quyết và trực thăng mới có cơ hội phát triển mạnh.
Tuy nhiên phải kể đến một nền tảng đóng vai trò quyết định cho sự phát triển đồ sộ sau này của ngành hàng không vũ trụ, đó chính là sự ra đời của lý thuyết lực nâng cánh máy bay. Lý thuyết này đã được ông tổ của ngành hàng không Liên-Xô Joukowski xây dựng vào những năm đầu thế kỉ XX, được công bố lần đầu tiên tại hội nghị khoa học diễn ra vào năm 1909. Trong tài liệu khoa học hiện đại ngày nay chúng ta được biết đến với tên gọi định lý Kutta–Joukowski theorem. Để chứng minh định lý này, Joukowski đã sử dụng giả thuyết Joukowski-Chaplygin để tính toán giá trị lưu số vector vận tốc .

#### Chiến tranh thế giới thứ nhất
Liên tiếp trong các năm trước thế chiến thứ nhất việc chế tạo máy bay được đẩy mạnh bởi các con người nhiệt huyết và các công ty. Người ta tổ chức các giải thưởng rất lớn cho nhiều cuộc thi hàng năm bay xuyên biển La Manche giữa Paris và London, các cuộc thi này đã góp phần rất lớn cho việc hoàn thiện công nghệ máy bay. Việc nghiên cứu máy bay bây giờ đã không còn là việc của những người nhiệt huyết tiên phong nữa mà đã là cạnh tranh của các quốc gia và các hãng lớn.
Cũng như mọi ngành tiên phong khác máy bay được ứng dụng đầu tiên cho mục đích quân sự và ở thế chiến thứ nhất lần đầu tiên máy bay tham chiến như một lực lượng quân sự mới và sau này trở thành lực lượng không quân của các quốc gia. Và chiến tranh là động lực rất mạnh để hoàn thiện máy bay. Máy bay của thời kỳ này tất cả đã có thân vỏ hình dạng thích hợp để tăng hiệu suất khí động học, vỏ căng bằng vải hoặc ốp bằng gỗ, vẫn chưa có cabin kín cho phi công. Cũng như trước kia lực đẩy vẫn bằng cánh quạt, nhưng để hợp lý cấu trúc máy bay và tăng hiệu suất khí động học và cơ học, các cánh quạt đều là loại kéo tải thay vì đẩy tải như một số các mẫu cũ ở đầu thế kỷ. Do vận tốc còn thấp nên để tăng lực nâng cần diện tích cánh lớn, máy bay có 2 tầng cánh nâng (Biplane). Về vũ trang: súng máy lắp trên cánh hoặc trước mặt phi công hoặc nếu máy bay có hai chỗ ngồi thì người ngồi sau bắn súng máy, hết đạn thì phi công rút súng lục ra bắn nhau. Máy bay có thể không chiến bằng súng hoặc tấn công quân bộ bằng súng hoặc bằng cách thả lựu đạn, ngoài ra còn để tiến công khinh khí cầu của đối phương, tiến hành trinh sát và liên lạc đưa thư. Mẫu máy bay nổi tiếng nhất thời kỳ này là máy bay Sopwith Camel của Anh với các thông số chính như sau: kích thước dài × sải cánh × cao: 5,7 × 8,5 × 2,5 m; Khối lượng rỗng/có tải: 430/672 kg; Vận tốc Max/thiết kế: 180/92 km/h; trần bay 6.400 m; động cơ: 9 xi lanh 150 mã lực.

#### Những năm 1920 đến cuốiChiến tranh thế giới thứ hai
Thời kỳ giữa hai đại chiến là thời kỳ nở rộ của kỹ thuật lái máy bay. Yếu tố quan trọng nhất của kỹ thuật máy bay là động cơ được quan tâm đặc biệt, không còn là động cơ tự chế hoặc cải tiến từ động cơ thông thường, mà động cơ máy bay đã được các hãng lớn chuyên sản xuất động cơ máy bay nên đã có công suất rất lớn, có sức lai cánh quạt đường kính lớn, lực đẩy mạnh cho phép nâng sức nặng, kích thước và tốc độ máy bay. Thời kỳ này vẫn là động cơ đốt trong chạy bằng xăng, thường là nhiều xi lanh bố trí hình sao. Các cơ cấu điều khiển của máy bay đã hoàn chỉnh: máy bay đã có thể thực hiện được các hình nhào lộn pilotage phức tạp. Việc tăng kích thước và các thông số của máy bay đòi hỏi kết cấu vững chắc nhưng vẫn phải nhẹ nên thân vỏ gỗ chỉ còn tồn tại trên những máy bay nhẹ loại nhỏ biplane (hai tầng cánh) mà thôi, còn hầu hết máy bay đã có thân hợp kim nhôm vừa nhẹ vừa có độ bền vững kết cấu tốt. Vì tốc độ đã cao (đến 500–700 km/h) nên không cần diện tích cánh lớn nên máy bay chỉ còn một tầng cánh nâng monoplane điều này làm tăng tính cơ động linh hoạt của máy bay lên rất nhiều. Tất cả máy bay đều đã có cabin kín bằng thủy tinh hữu cơ. Ngoài những thiết bị bay, máy bay được trang bị thêm rất nhiều các thiết bị phụ trợ khác như radio liên lạc, các hệ vũ khí: súng máy, pháo, bom, đạn các loại. Đặc biệt thời kỳ này người ta đã sử dụng dù như phương tiện cứu sinh cho phi công và để tạo ra một binh chủng mới là quân nhảy dù. Sự phát triển của máy bay thời kỳ trước và trong đại chiến gắn liền với sự phát triển không quân của các nước.

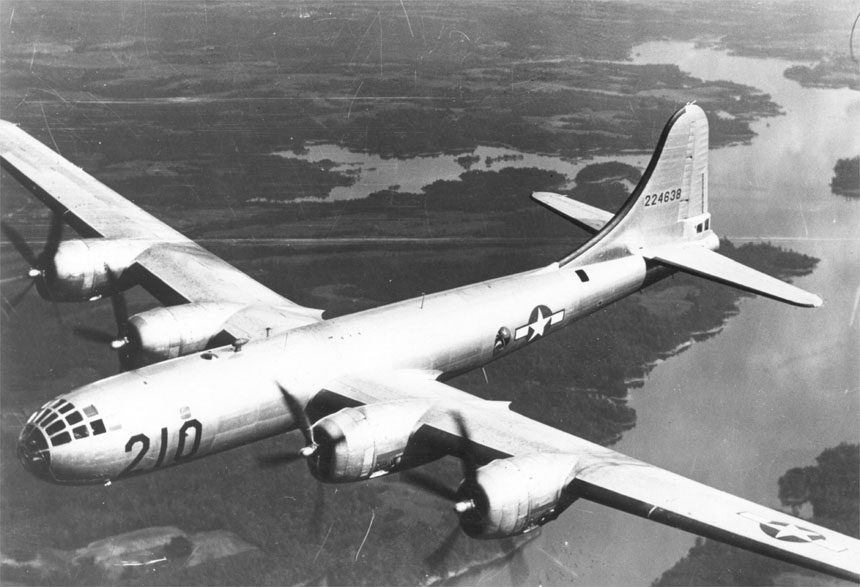
Siêu pháo đài bay B-29 của Hoa Kỳ – máy bay ném bom tầm xa hạng nặng.

Trước đại chiến không quân các nước đã phát triển chuyên môn hoá ra các nhánh trong không quân là:
- Lực lượng máy bay ném bom chuyên mang bom, ngư lôi để đánh phá các mục tiêu lớn trên mặt đất và trên biển của đối phương theo phương thức ném bom diện rộng theo toạ độ, Các máy bay ném bom có nhiều loại, loại lớn đã có kích thước rất to và có tầm bay cao, xa vượt được đại dương. Các loại máy bay lớn này có thể có nhiều động cơ lắp tại mũi và ở hai cánh (mỗi động cơ có một cánh quạt). Điển hình nhất của loại máy bay này là siêu pháo đài bay B-29 rất nổi tiếng của Hoa Kỳ loại này chính là loại máy bay đã ném bom nguyên tử xuống Nhật Bản (tháng 8 năm 1945).
- Lực lượng máy bay tiêm kích hay máy bay khu trục chuyên để không chiến tiêu diệt máy bay đối phương, máy bay tiêm kích thường có kích thước nhỏ, có tốc độ cao cơ động tốt, mang pháo và súng máy. Máy bay thường chỉ có một động cơ tại mũi điển hình của loại này là tiêm kích Messerschmitt Bf-109 của Đức, YaK-3 của Liên Xô, Supermarine Spitfire của Anh, và P-51 Mustang của Hoa Kỳ.

Máy bay cường kích Junker Ju 87 nổi tiếng trong thế chiến II của Đức.

- Lực lượng máy bay cường kích là các máy bay nhỏ đến trung bình vũ trang mạnh thường mang súng máy, pháo, vài quả bom, bom nhỏ chuyên dụng chống tăng và cuối đại chiến có thể lắp dàn hoả tiễn, chuyên để tiến công chính xác các mục tiêu nhỏ, di động trên mặt đất, trên biển để hỗ trợ bộ binh và tiến công truy đuổi độc lập. Điển hình của loại này là Junker Ju 87 của Đức Quốc xã và Ilyushin Il-2 "xe tăng bay" của Liên Xô.
- Lực lượng máy bay vận tải: Kích thước, sức chở lớn để chở quân, thiết bị quân sự, thả dù. Điển hình là "Big Douglas" Douglas DC-3 (Dakota C-47) rất nổi tiếng trong đại chiến và các năm 1960 – 1960 sau này của Hoa Kỳ.

Ngoài việc xây dựng lực lượng Không quân đóng căn cứ trên bộ, các cường quốc quân sự nhất là Hoa Kỳ, Nhật Bản phát triển lực lượng không quân của Hải quân trên các tàu sân bay mở ra một loại binh chủng rất mới làm thay đổi hoàn toàn cách thức tiến hành chiến tranh trên biển của nhân loại trong đại chiến và sau này đến tận ngày nay. Các máy bay trên tàu sân bay là loại được thiết kế đặc biệt: có khả năng cất cánh, hạ cánh trên đường băng ngắn. Trên tàu sân bay chỉ chở loại máy bay tiêm kích và tấn công.
Từ trong đại chiến II đến sau này Hoa Kỳ đã vươn lên thành cường quốc không có đối thủ trong ngành Hàng không và nước này luôn coi Hàng không là ưu tiên số một của quốc gia và là xương sống của chính sách quốc phòng của mình. Tại Hoa Kỳ đã sản xuất ra các loại máy bay mà sau này tồn tại hàng chục năm và là mẫu mực để các nước khác hướng đến để tham chiếu khi xây dựng Không quân.
Với sự lớn mạnh của Không quân, tính chất chiến tranh đã thay đổi rất nhiều: có thể mang tàn phá vào rất sâu trong hậu phương quân địch và đòn tấn công từ trên không rất bất ngờ và mãnh liệt. Hầu hết sự tàn phá tiềm lực các thành phố của Đức cũng như của các nước tham chiến là do không quân gây nên. Đối với chiến tranh trên biển với sự xuất hiện của máy bay và tàu sân bay đã chấm hết thời đại của các pháo hạm, các trận hải chiến diễn ra ở rất xa ngoài tầm bắn pháo và tầm quan sát của các bên và các hạm đội tàu sân bay có thể mang máy bay tới tận sát bờ biển của địch. Với bài học về vai trò của không quân, sau chiến tranh thế giới các cường quốc tăng cường chạy đua vũ trang mà mũi nhọn là ở lực lượng Không quân và tên lửa chiến lược.

#### Sau đại chiến II, chiến tranh lạnh và hiện nay
Sau đại chiến, kỹ thuật máy bay phát triển rất mạnh theo nhiều hướng khác nhau nhưng có thể thấy vài điểm chính đặc trưng cho giai đoạn này là: phát triển động cơ, phát triển cấu trúc máy bay, phát triển các công năng đặc dụng, phát triển theo công nghệ cao và phát triển trực thăng.

##### Động cơ
Khi vận tốc máy bay đạt đến gần tốc độ âm thanh cánh quạt sẽ chuyển động tương đối trong không khí với vận tốc gần âm thanh và vượt âm thanh điều đó sẽ làm thụt giảm hiệu suất cánh quạt rất mạnh. Vì vậy với cánh quạt cổ điển máy bay không thể đạt được vận tốc âm thanh, Để có vận tốc vượt tốc độ âm thanh máy bay cần phải có cơ chế chuyển động mới đó là cơ chế chuyển động nhờ phản lực là khi động cơ phụt thẳng luồng khí năng lượng cao về phía sau tạo lực đẩy cho máy bay chuyển động về phía trước.
Đây là sự phát triển bao trùm sau đại chiến trong cả hàng không dân dụng và quân dụng. Với sự phát triển này có thể nói sau chiến tranh là thời đại của máy bay phản lực: ngay cuối đại chiến nước Đức Quốc xã đã cho ra đời máy bay phản lực đầu tiên với vận tốc vượt rất xa tất cả các loại tiêm kích đương thời. Ngay sau chiến tranh các cường quốc dẫn đầu cạnh tranh trong chiến tranh Lạnh mà điển hình là Hoa Kỳ và Liên Xô chạy đua quyết liệt để chế tạo máy bay phản lực mà vấn đề chìa khóa của nó là động cơ. Động cơ piston đến cuối đại chiến đã hết tiềm năng, xuất hiện loại động cơ nhiệt mới với nguyên tắc hoạt động hoàn toàn khác đó là động cơ tuốc bin khí (tiếng Anh: gas turbine engine). Đây là động cơ rất gọn, nhưng có công suất cực lớn nếu so với động cơ piston: chỉ số công suất riêng (mã lực/kg) của nó cao gấp hàng chục lần. Máy bay giờ đây có công suất rất mạnh mà khối lượng, thể tích thậm chí còn giảm nhiều.
Đầu tiên là các máy bay chiến đấu dùng loại động cơ này để biến thành máy bay phản lực. Sau đó các loại khác như vận tải, hành khách, trực thăng cũng lắp động cơ mới để tăng mạnh công suất. Ngày nay hầu hết các loại máy bay đã lắp động cơ tuốc bin khí, động cơ piston chỉ còn lại trên các máy bay dân dụng loại nhỏ như máy bay gia đình Cessna, máy bay thể thao, nông nghiệp...
Để tạo lực đẩy ngang, động cơ tuốc bin khí được lắp trên máy bay theo ba phương án như sau:
- Động cơ tuốc bin cánh quạt (turbopropeller, viết tắt turboprop): động cơ tuốc bin khí mà toàn bộ công suất để lai cánh quạt kiểu cổ điển (động cơ kiểu mới nhưng lực đẩy ngang được tạo ra theo kiểu cánh quạt cổ điển). Được dùng cho các máy bay vận tải khỏe, cần tính kinh tế cao nhưng không cần tốc độ cao như loại Antonov AH-12, AH-24 của Liên Xô, và đặc biệt là loại Lockheed C-130 Hercules của Hoa Kỳ là loại máy bay vận tải tốt nhất mọi thời đại, hoặc lắp cho trực thăng cần công suất khỏe.
- Động cơ tuốc bin phản lực: lực đẩy ngang chỉ do từ luồng khí phản lực phụt mạnh từ động cơ, loại này lắp cho các máy bay cần tốc độ cao như các máy bay chiến đấu, nhưng hiệu suất kinh tế không cao bằng loại cánh quạt. Chỉ có loại này phát triển được tốc độ siêu thanh.
- Động cơ tuốc bin phản lực cánh quạt (turbopropeller jet viết tắt PropJet): kết hợp trung gian giữa hai loại trên. Lực đẩy ngang của máy bay vừa từ luồng khí phụt phản lực từ động cơ, vừa từ gió cánh quạt thổi không qua buồng đốt động cơ nên loại này còn được gọi là động cơ tuốc bin hai viền khí (two-contour aviation engine). Ngày nay hầu hết các máy bay hành khách, vận tải của dân dụng điển hình như Boeing, Airbus dùng loại này để đảm bảo tính kinh tế và vận tốc cao hợp lý.

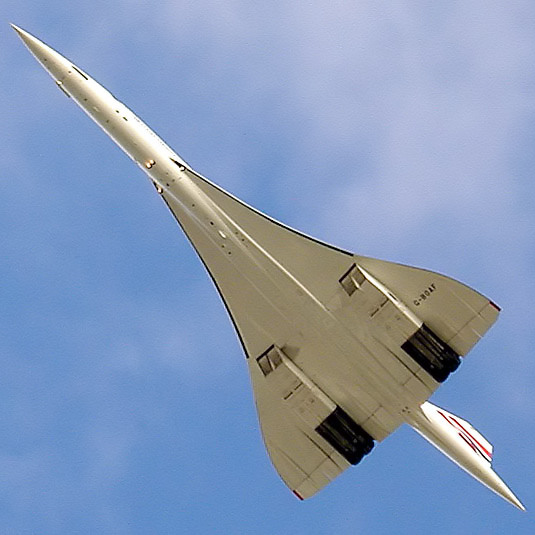
Máy bay hành khách phản lực siêu thanh Concorde do Anh Pháp hợp tác chế tạo.

Với động cơ tuốc bin khí công suất cao và phương thức tạo lực đẩy phản lực đến giữa những năm 1960 máy bay chiến đấu phản lực đã có thể có vận tốc vượt tốc độ âm thanh (siêu thanh khoảng 1000 km/h) và ngày càng cao hơn nữa. Từ giữa những năm 1970 đã có các máy bay hành khách khổng lồ siêu thanh là Tupolev Tu-144 của Liên Xô và Concorde của hợp tác Pháp – Anh. Các mark máy bay chiến đấu hiện đại ngày nay có số Mach khoảng 2,5 – 3 (vận tốc gấp tốc độ âm thanh).

##### Cấu trúc máy bay

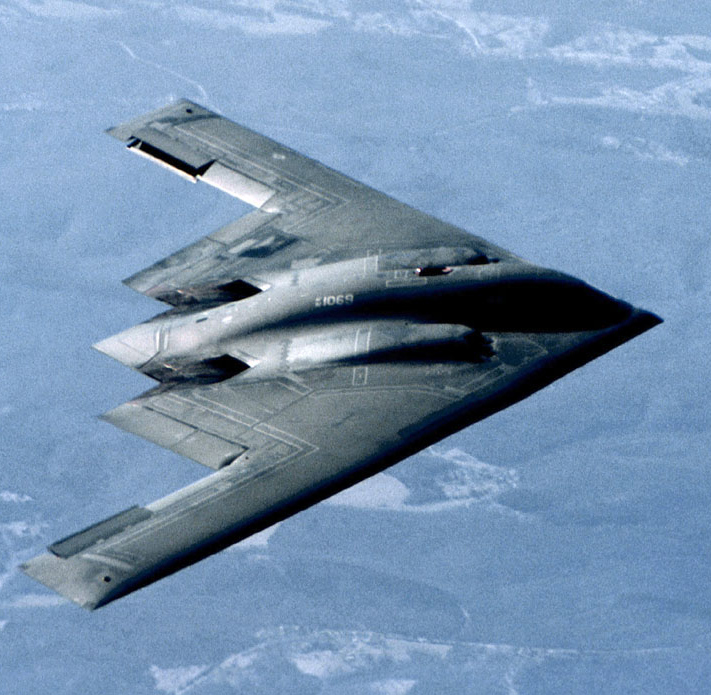
Máy bay ném bom tàng hình B-2 Spirit của Hoa Kỳ.

Sự thay đổi cấu trúc máy bay chủ yếu diễn ra ở máy bay chiến đấu, đi liền với sự thay đổi tốc độ và các thay đổi về công nghệ khác. Dạng khí động học hợp lý cho siêu thanh khác xa với mức dưới âm thanh nên hình thù cánh và thân thay đổi rất nhiều và dần dần có dạng "delta" (mũi tên). Và như loại máy bay ném bom B-2 Spirit tàng hình của Hoa Kỳ hiện nay thì đã không còn ranh giới giữa cánh và thân: máy bay có hình dạng như cá đuối. Một số loại máy bay có dạng "cánh cụp cánh xòe" như B1, F-111, F-22 Raptor của Hoa Kỳ, MIG-23 của Liên Xô là loại có hình dạng và diện tích cánh có thể thay đổi tùy theo yêu cầu tốc độ và tải trọng. Các loại cao tốc như MIG-25 của Liên Xô, của Mỹ có 2 đuôi, và một số loại khác như Eurofighter của châu Âu có cánh phụ nhỏ (canard) ở phía trước.

##### Các công năng đặc dụng
Các công năng đặc dụng chỉ phát triển cho một số loại đặc dụng như máy bay phản lực cất cánh, hạ cánh thẳng đứng để bố trí tại nơi không có đường băng, loại này có cửa phụt phản lực theo chiều thẳng đứng cho phép máy bay hạ cánh, cất cánh thẳng đứng như một số loại của Anh, Mỹ, Liên Xô điển hình nhất là loại Harrier Jump Jet và F-35 Lightning II của Mỹ. Thủy phi cơ: cất cánh, hạ cánh trên mặt nước...

##### Công nghệ cao

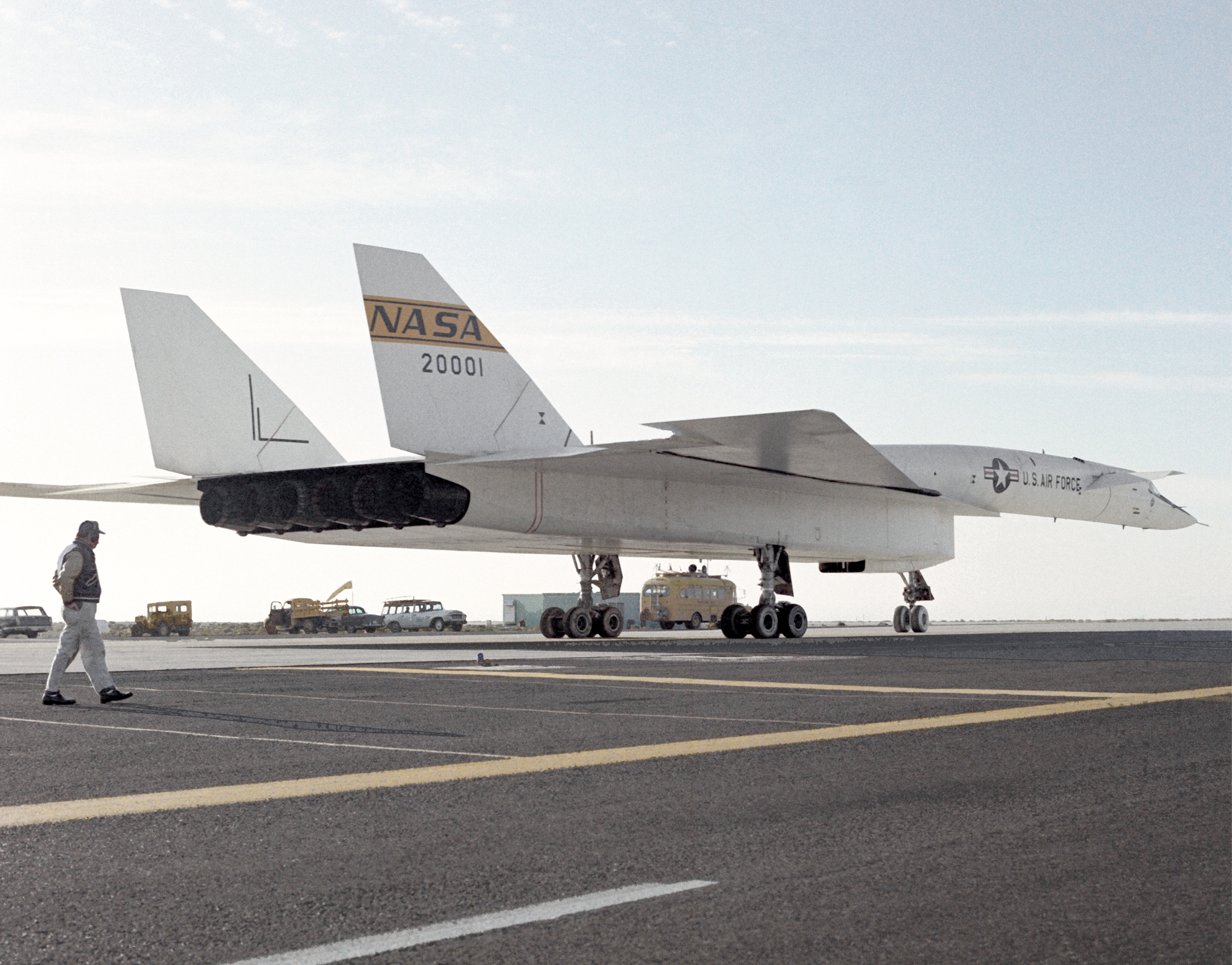
XB-70A Valkyrie của Mỹ là loại máy bay siêu thanh nhanh nhất Thế giới với 4 động cơ và vận tốc Mach 3,1 so với Mach 2,35 của Tu-144 Liên Xô.

Các máy bay của thời kỳ này có những công nghệ rất cao, nhất là công nghệ vật liệu và thiết bị điện tử, viễn thông, máy tính tự động hoá... Trên máy bay có rất nhiều hệ thống radar và chống radar, hệ thống nhận biết địch – ta, hệ thống định vị, dẫn đường... và các phương tiện đấu tranh điện tử. Đặc biệt đến cuối thế kỷ 20 Hoa Kỳ cho ra đời các loại máy bay với công nghệ tàng hình không bị phát hiện bằng sóng radar là B-2 và F-117.

##### Phát triển trực thăng

Máy bay trực thăng Kaman Seasprite của Hải quân Hoa Kỳ

Ngay từ đầu thế kỷ 20 song hành cùng máy bay cánh cố định, trực thăng cũng đã được nghiên cứu phát triển, nhưng vì những khó khăn về kỹ thuật trong vấn đề cộng hưởng, độ ổ định, vật liệu, điều khiển... nên trực thăng phát triển rất chậm chạp so với máy bay cánh cố định. Chỉ sau thế chiến II các vấn đề kỹ thuật rất phức tạp trên mới được giải quyết tạo sự ứng dụng đại trà cho trực thăng vào các lĩnh vực cuộc sống, kinh tế và đặc biệt trong quân sự. Vì các ưu việt rất độc đáo là khả năng cất cánh, hạ cánh thẳng đứng không cần đường băng và khả năng bay đứng treo một chỗ của loại máy bay này mà trong các năm 1950, 1960 đã xảy ra sự bùng nổ của trực thăng và tiếp diễn đến bây giờ.
Máy bay trực thăng của thời kỳ này được trang bị động cơ tuốc bin khí với công suất rất lớn, tải trọng rất mạnh, với đầy đủ cơ cấu điều khiển cho phép loại máy bay này có tính cơ động rất cao và rất đa dạng theo các phương án thiết kế. Và đến những năm 1970 – 1980 thì trực thăng dường như đã đạt đến độ hoàn thiện của nó.

## Tương lai phát triển
Vào năm 2006, động cơ tuốc bin khí chưa sử dụng hết tiềm năng của nó nên trong tương lai gần chưa thấy có xu hướng loại bỏ động cơ này cho máy bay thông thường, mà chỉ hoàn thiện nó và kết hợp với các loại động cơ khác.

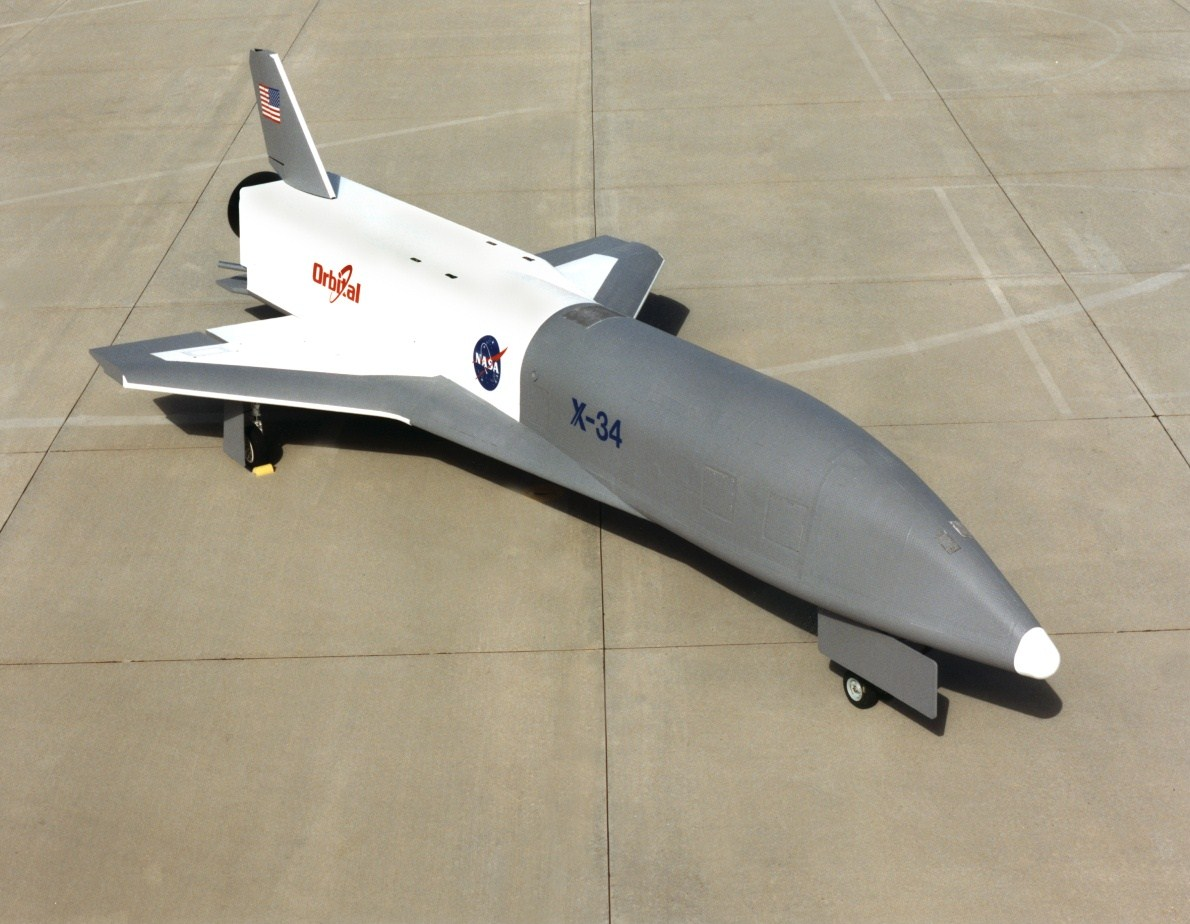
Máy bay tên lửa thí nghiệm X34 của NASA và Boeing.

Một trong những hướng phát triển rất tiềm năng của máy bay và động cơ máy bay trong tương lai là kết hợp tính chất của máy bay với tính chất của tên lửa để phục vụ cho du lịch vũ trụ thương mại. Hướng này thực ra đã bắt đầu từ những năm 1980 của thế kỷ 20 với chương trình tàu vũ trụ con thoi (space shuttle) của NASA Hoa Kỳ. Nhiệm vụ của hướng này ngày nay là làm sao có chi phí rẻ hơn để có thể thương mại hoá. Để giảm bớt trọng lượng phóng và gia tốc ban đầu và tất nhiên là chi phí, NASA đang cùng một số công ty lớn của Hoa Kỳ đang thử nghiệm một số loại máy bay – tên lửa phóng từ máy bay mẹ trên các tầng khí quyển cao nhất, loại tàu như vậy có thể thâm nhập vũ trụ và trở về Trái Đất bằng phương thức máy bay với một chi phí chấp nhận được.
Hướng nghiên cứu lắp thêm động cơ tên lửa đẩy cho máy bay thương mại và quân sự cũng đã được triển khai để tăng tốc và đặc biệt quan trọng để phóng máy bay giảm độ dài đường băng, tuy nhiên có vẻ như hướng này đang bị từ chối cho máy bay thương mại trong thời gian trước mắt.
Đối với máy bay phản lực chiến đấu ngoài yếu tố phát triển theo công nghệ cao với mức độ tối đa vũ trang điện tử, viễn thông, tự động hoá, công nghệ tàng hình... còn có hướng kết hợp lực nâng khí động học cổ điển của máy bay và lực nâng phản lực của động cơ (mà máy bay phản lực cất cánh, hạ cánh thẳng đứng là một ví dụ).

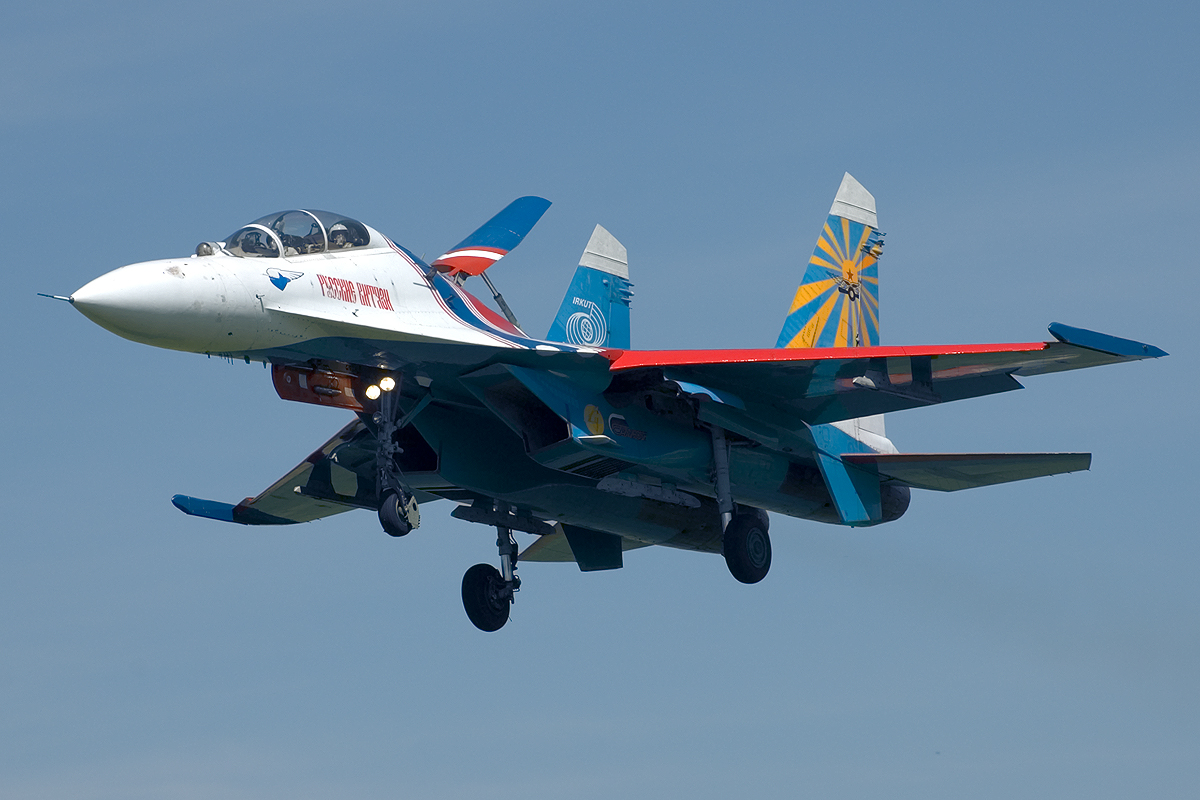
Máy bay Sukhoi Su-27 trong buổi biểu diễn nhào lộn tại triển lãm Hàng không quốc tế. Đây là loại có độ cơ động linh hoạt tốt nhất thế giới hiện nay.

Trong các thiết kế của Nga, Hoa Kỳ cho các mẫu máy bay chiến đấu sau cùng của họ ví dụ F-22 Raptor và đặc biệt là máy bay Sukhoi Su-27 và các đời SU cuối của Nga đã phát triển các cơ cấu dẫn hướng luồng khí phản lực cho phép máy bay có các động tác "trượt", "trườn", "lắc", "vặn" rất tinh xảo, tính cơ động linh hoạt cực tốt, máy bay dường như "không còn quán tính". Tính năng này sẽ cực kỳ lợi hại khi cơ động tránh tên lửa và luôn chiếm ưu thế vị trí khi không chiến. Xu hướng này là tất yếu cho chế tạo các dòng máy bay chiến đấu sau này và sẽ dần dần dẫn đến khả năng máy bay có thể biểu diễn "kung fu", lộn vòng trên không mà vẫn đứng yên một chỗ, hiện nay xu hướng này đang gặp khó khăn về yếu tố tính kinh tế, nhưng khó khăn này không phải là quá lớn.
Đối với máy bay dân dụng thương mại thì ưu tiên hàng đầu trong hướng nghiên cứu là tăng tính an toàn và tính kinh tế: hiện nay đang có các phương án nghiên cứu hệ thống dù cho cả khoang hành khách của máy bay và đã có dự án "tàu cứu hộ trên khoang" để sơ tán hành khách khi gặp nạn. Để chống cháy nổ máy bay sẽ sử dụng các nguyên vật liệu không thể cháy, hiện nay các việc này sẽ làm tăng chi phí hàng không lên quá nhiều, đây đang là đề tài cho các công nghệ nhất là công nghệ vật liệu áp dụng cho máy bay... Để tăng tính kinh tế, xu hướng chế tạo máy bay hành khách thương mại là tăng kích thước, số ghế hành khách và trong tương lai rất gần sẽ là thời đại của các loại máy bay thân lớn khổng lồ, chở trên 1000 người, có thể bay không ngừng vòng quanh thế giới không cần tiếp nhiên liệu...
Các máy bay siêu thanh Concorde và Tupolev Tu-144 trong thế kỷ 20 nói chung không được thị trường hàng không tiếp đón nồng nhiệt ngoài yếu tố giá cả còn có yếu tố tiếng ồn đối với thành phố. Một trong những hướng nghiên cứu khí động thân và động cơ máy bay cho thế kỷ 21 là làm sao triệt tiêu được tiếng ồn của máy bay mà vẫn duy trì tốc độ siêu thanh...
Đó mới chỉ là những điều rõ ràng trong sự phát triển trong tương lai rất gần còn các nghiên cứu thì vẫn còn là bí mật của các nhà sản xuất máy bay, mà chính những nghiên cứu đó quyết định xu hướng phát triển của máy bay trên thế giới.

## Phân loại

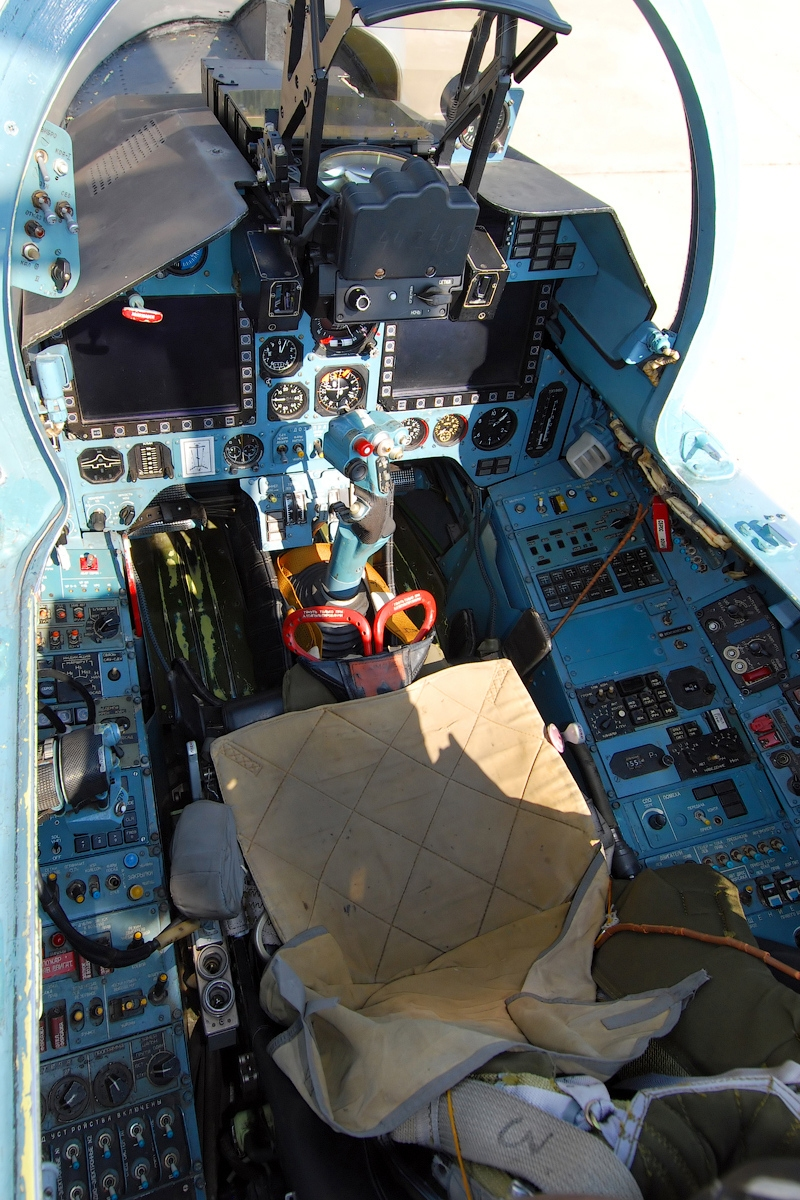
Buồng lái Su-35, máy bay chiến đấu từng hiện đại nhất của Không quân Nga.

Sự phân loại máy bay là rất phong phú tùy theo tiêu chuẩn phân loại:

### Theo hình thức cánh nâng
- Máy bay có cánh cố định.
- Máy bay trực thăng

### Theo chức năng sử dụng
- Máy bay quân sự
  - Tiêm kích: không chiến chống máy bay địch
  - Cường kích: tấn công các mục tiêu nhỏ di động trên mặt đất, truy kích
  - Tiêm kích đa chức năng: vừa có chức năng không chiến vừa có chức năng tấn công
  - Ném bom: tầm gần; tầm xa
  - Trinh sát
  - Vận tải
  - Đổ bộ đường không
- Máy bay dân dụng
  - Hành khách: để chở hành khách
  - Vận tải: chở hàng hoá
  - Bưu chính – liên lạc
  - Nông nghiệp: bón phân, gieo hạt
  - Huấn luyện: đào tạo phi công
  - Thể thao: nhảy dù, bay lượn
- Máy bay chuyên dụng
  - Thí nghiệm: để thực hiện các thử nghiệm bay
  - Y tế: cứu hộ y tế khẩn cấp
  - Địa vật lý: nghiên cứu địa vật lý

### Theo trọng lượng cất cánh
Có 4 hạng nhu sau:
1. Trên 75 tấn
2. Từ 30 đến 75 tấn
3. Từ 10 đến 30 tấn
4. Dưới 10 tấn

### Theo thể loại và số lượng động cơ
Theo thể loại động cơ: 
- Động cơ piston
- Tuốc bin cánh quạt
- Phản lực

Theo số lượng động cơ: 
- Một động cơ
- Hai động cơ
- Ba/bốn/sáu/tám động cơ

### Theo sơ đồ cấu trúc
Theo độ cao cánh so với thân:
- Cánh cao
- Cánh giữa
- Cánh thấp

Theo số lượng tầng cánh: 
- Monoplane: một tầng cánh
- Biplane: hai tầng cánh

Theo vị trí bánh lái:
- Kiểu cổ điển: bánh lái ở đuôi
- Không đuôi
- Loại con vịt: Bánh lái đằng trước

Theo thể loại và kích thước thân máy bay:
- Thân rộng / thân hẹp: đối với loại 1 thân
- Hai thân
- Khung bay: không có thân chỉ có cánh và khung

### Theo tốc độ bay
- Dưới âm thanh
- Siêu thanh

### Theo chế độ hạ cánh
- Hạ cánh sân bay
- Hạ cánh tàu sân bay: đậu trên tàu sân bay của hải quân
- Thủy phi cơ: hạ cánh, cất cánh trên mặt nước

### Theo cơ chế tạo lực đẩy
- Cánh quạt: lực đẩy ngang nhờ cánh quạt
- Phản lực: lực đẩy ngang nhờ động cơ phản lực
- Phản lực – cánh quạt: lực đẩy ngang nhờ động cơ "PropJet"

## Phụ chú
1. ↑  Khoản 1 Điều 13 Luật Hàng không dân dụng Việt Nam 2006 quy định: "Tàu bay là thiết bị được nâng giữ trong khí quyển nhờ tác động tương hỗ với không khí, bao gồm máy bay, trực thăng, tàu lượn, khí cầu và các thiết bị bay khác, trừ thiết bị được nâng giữ trong khí quyển nhờ tác động tương hỗ với không khí phản lại từ bề mặt trái đất."
Trong bối cảnh tại các sân bay dân dụng, "máy bay" và "tàu bay" có thể hiểu là một, song "máy bay" vẫn là từ phổ biến hơn trong khẩu ngữ tiếng Việt.[1]